# Aleksandër Sirdani
Aleksandër (Lekë) Sirdani (ur. 1 marca 1891 we wsi Gurëz k. Szkodry, zm. 26 grudnia 1948 w Kopliku) – albański duchowny katolicki, więzień sumienia, błogosławiony Kościoła katolickiego.

## Życiorys
Syn Dakë Sirdaniego, brat franciszkanina Marina Sirdaniego. W dzieciństwie stracił oboje rodziców. Po ukończeniu Seminarium Papieskiego w Szkodrze odbywał studia teologiczne w Innsbrucku. 24 kwietnia 1916 został wyświęcony na kapłana, a dwa dni później odprawił mszę prymicyjną. W 1918 powrócił do Albanii i podjął pracę w górskich parafiach archidiecezji szkoderskiej. Oprócz działalności duszpasterskiej zajmował się zbieraniem pieśni ludowych. Pisał także do lokalnej prasy używając pseudonimu D.A.S. 
Aresztowany 27 lipca 1948 przez funkcjonariuszy Sigurimi wraz z ks. Pjetërem Çunim i poddany torturom w więzieniu w Kopliku. Zginął utopiony przez śledczych w studni kanalizacyjnej.
Sirdani znalazł się w gronie 38 albańskich duchownych, którzy 5 listopada 2016 w Szkodrze zostali ogłoszeni błogosławionymi. Beatyfikacja duchownych, którzy zginęli „in odium fidei” została zaaprobowana przez papieża Franciszka 26 kwietnia 2016.
Brat Sirdaniego, Marin (1885–1962) był bratem w zakonie franciszkanów. Imię Sirdaniego nosi jedna z ulic w szkoderskiej dzielnicy Arra e Madhe.

## Publikacje
- 1928: Fjalë-ari
- 1933: Kallxime popullore
- 1940: Kangë e vajtime